# パリポリくんバス

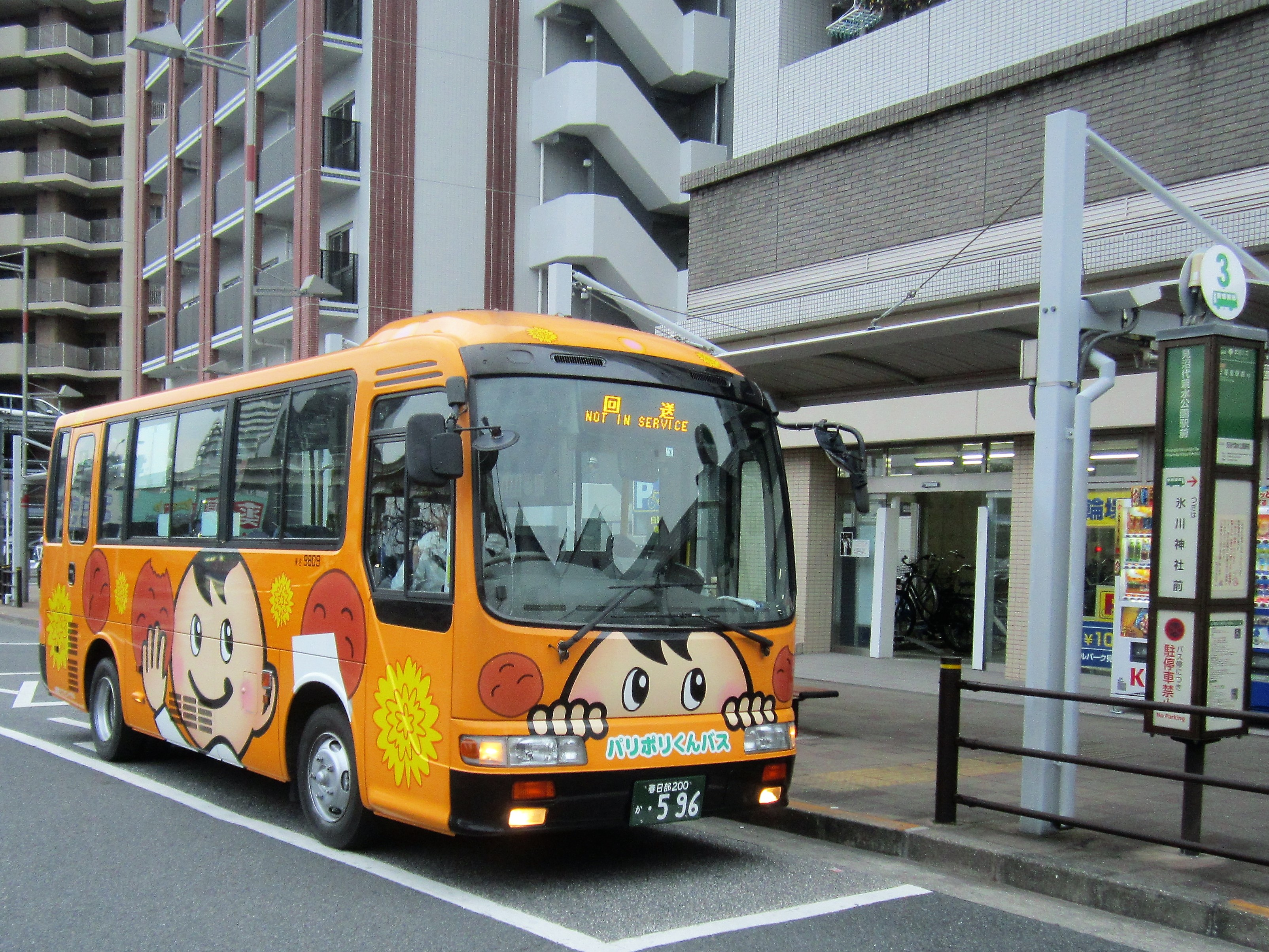
パリポリくんバスの車両
東武バスセントラルの日野・リエッセ
見沼代親水公園駅にて

パリポリくんバスは、埼玉県草加市が運行するコミュニティバスの愛称である。正式名称は「草加市コミュニティバス」。愛称は草加せんべいを擬人化した草加市のゆるキャラ「パリポリくん」に由来する。東武バスセントラル草加営業事務所、朝日自動車越谷営業所が運行を担当している。
2016年4月8日、北東ルート・南西ルートの2路線で運行開始。2020年1月24日、新田ルートを運行開始し3路線となった。

## 概要

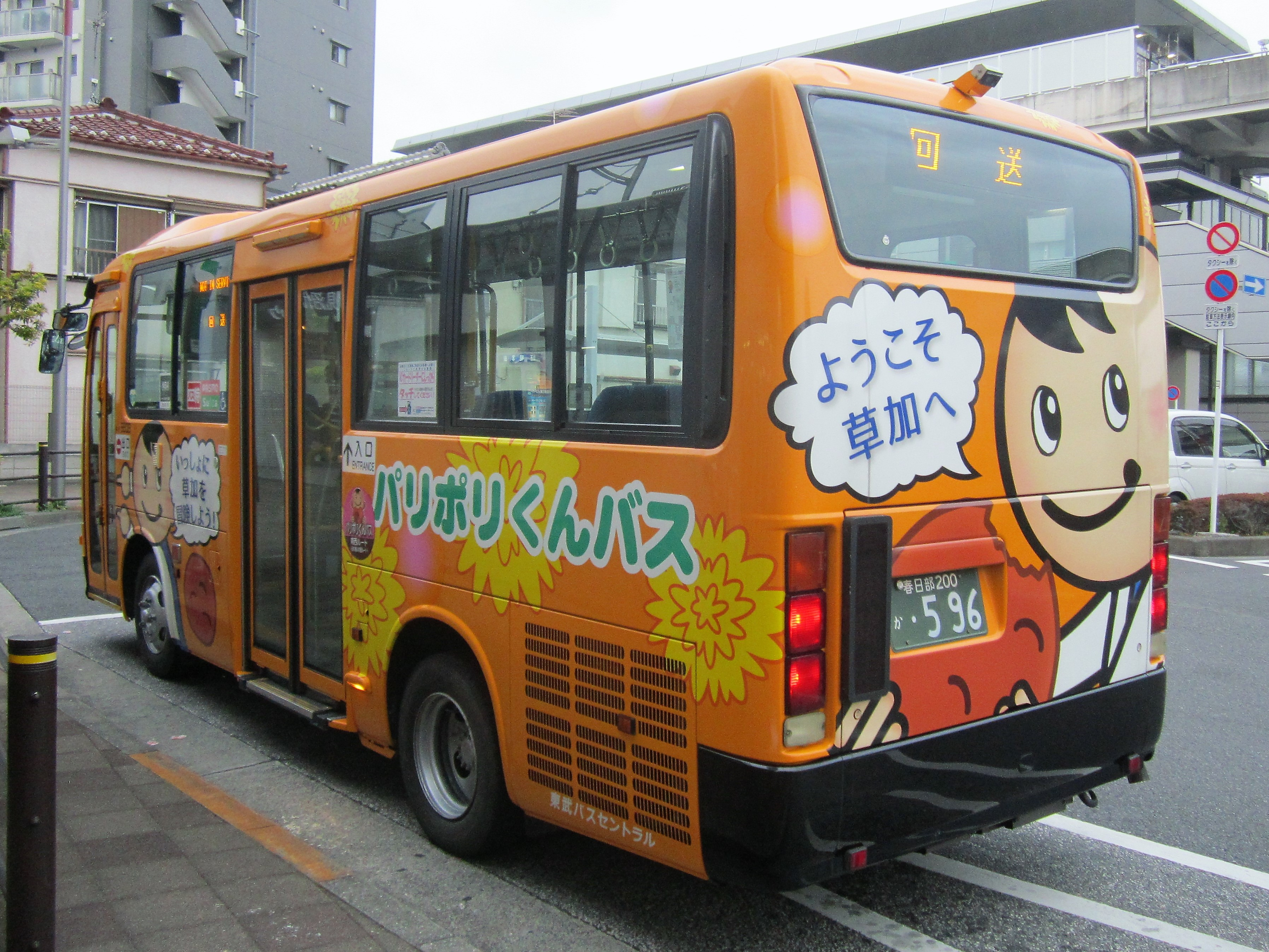
パリポリくんバスの車両
「ようこそ草加へ！」とメッセージが書かれている

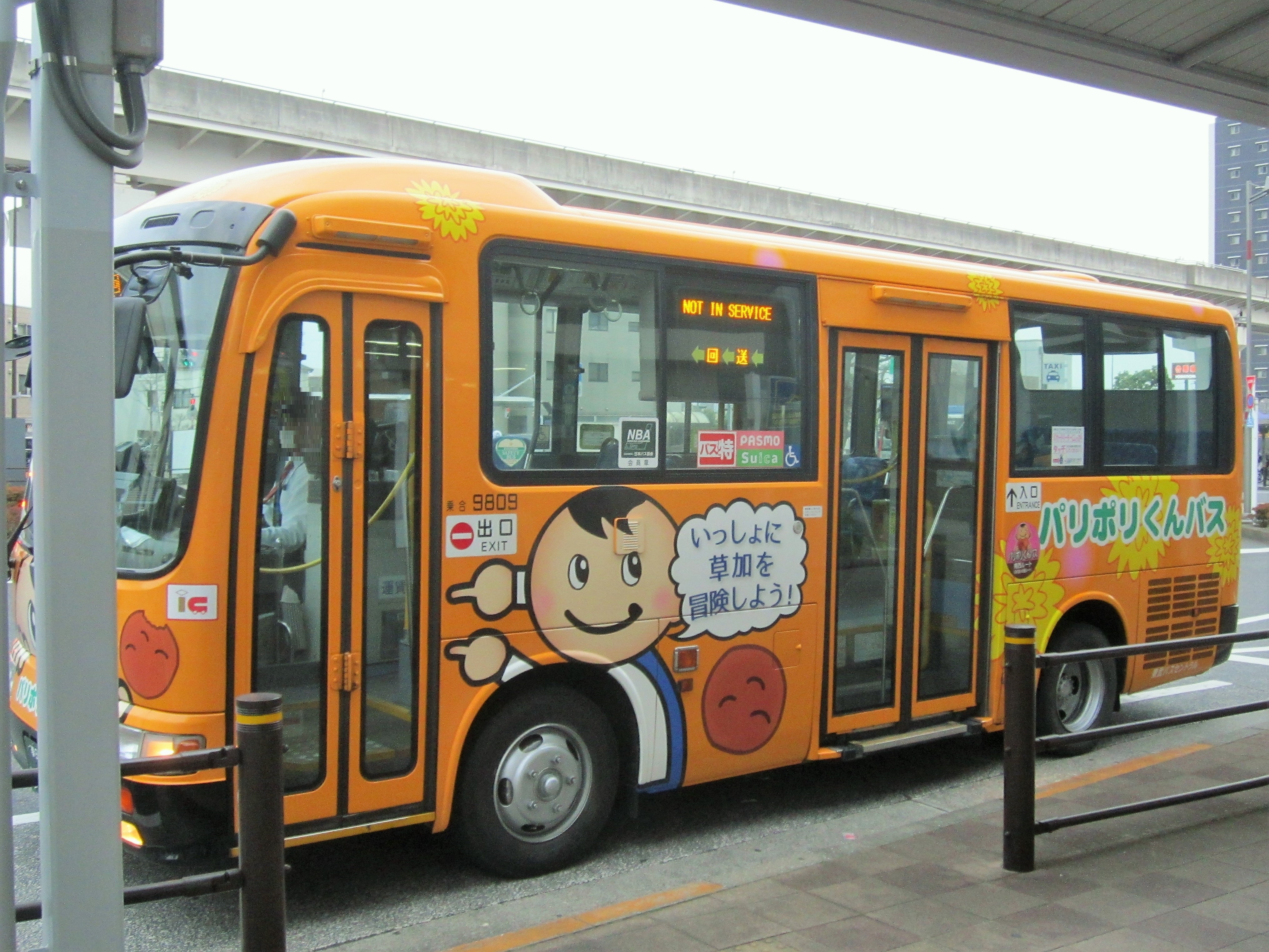
パリポリくんバスの車両
「いっしょに草加を冒険しよう！」とメッセージが書かれている

2016年の運行開始時には「5年間の試験運行」と位置付けられ、「利用状況等を検証しながら随時見直しを図る」こととしている。東武バスセントラル、朝日自動車が市の認可を受けて運行し、運行収支の赤字分は市が補助する。
バス停留所には停留所番号が振られ、各ルートごとに色分けされている（北東ルートがオレンジ色、南西ルートがピンク色）。停留所ポールもパリポリくんのイラストが描かれた専用デザインとなっている。ラッピングデザインと「パリポリくんバス」の愛称は公募により決定され、ともに草加市内の中学生の応募作品が採用された。
東武バス・朝日自動車のバスロケーションシステムで運行情報・接近状況が確認できる。運行頻度は各ルートとも1時間に2本程度で、年中無休で毎日運行する。
草加市のコミュニティバスであるが、南西ルート（ふれあいの里ルート）は県境を越えて、東京都足立区にある東京都交通局日暮里・舎人ライナーの見沼代親水公園駅まで乗り入れている。
2017年4月より北東ルート・南西ルートで副ルート名を設定。行先をわかりやすくするため、各ルートにある高齢者施設の名称から、北東ルートは「であいの森ルート」、南西ルートは「ふれあいの里ルート」の副ルート名が付けられた。

## 運賃・乗車券類
- 運賃は均一制ではなく対キロ区間制で、草加市内の一般路線バスと同様の運賃体系となっている（初乗り200円、最大360円）。PASMO・Suicaなどの交通系ICカード、東武バスの定期券も利用できる[1]。
- 障害者手帳提示による障害者割引制度は、草加市内の一般路線バスに準ずる[8]。

## 現行路線
3ルートが運行されており、すべての路線が草加市立病院を起終点とする。

### 北東ルート
- 草加市立病院 - 獨協大学前駅東口 - 草加高校 - 川柳文化センター - そうか公園 - 柿木公民館
  - ラインカラーは黄色。系統番号は「N-1」。副ルート名は「であいの森ルート」[1]。

2016年4月8日運行開始。東武バスセントラル草加営業事務所が運行を担当。
草加市立病院から獨協大学前駅を経由して東武伊勢崎線を越え、市内北東部を運行し、吉川市との市境である中川沿いの柿木地区へ至る路線。

### 南西ルート
- 草加市立病院 - 草加神社 - 草加駅西口 - 草加神社 - 保健センター前 - 吉町集会所 - 谷塚駅 - ふれあいの里 - 見沼代親水公園駅
  - ラインカラーはピンク。系統番号は「S-1」。副ルート名は「ふれあいの里ルート」[1]。

2016年4月8日運行開始。東武バスセントラル草加営業事務所が運行を担当。
草加市立病院から南下して、市の南部を大きく迂回しながら運行し、草加駅、谷塚駅を経由して、東京都との県境を越えて足立区の見沼代親水公園駅へ至る路線。
なお、見沼代親水公園駅には足立区コミュニティバス「はるかぜ」3号（国際興業バス川口営業所が運行）が乗り入れている。

### 新田ルート
- 草加市立病院 - 獨協大学前駅西口 - さざんか通り北 - 新田西文化センター - 新栄団地
  - ラインカラーは青色。系統番号は「SW01」。副ルート名は設定されていない[1]。

2020年1月24日運行開始。この路線のみ朝日自動車越谷営業所が運行を担当し、パリポリくんバスに朝日自動車が参入した。
それまでコミュニティバスが設定されていなかった、市内北西部を運行する新ルートとして開業した。草加市立病院から北上して獨協大学前駅を経由し、市北西部端の川口市との市境付近にある新栄団地へ至る路線。

## 車両
専用車両にはラッピングバスがあり、草加市観光大使のゆるキャラ「パリポリくん」が名物の草加せんべいを持ったイラストと「ようこそ草加へ」などの文字が描かれている。

### 東武バスセントラルの車両
東武バスセントラルの車両は、小型バスの日野・リエッセを7台使用（北東ルート3台・南西ルート4台）。うち2台（各ルート1台）はラッピングバスとなっており、ラッピングはオレンジ色と緑色の2種類ある。
なお、草加市コミュニティバスの運行開始にあたり新車購入はせず（日野・リエッセは2011年8月販売終了）、他の営業所から転属させた車両を使用することで、車種を揃えて統一感を出すとともに、運行開始にかかる経費を節減し、草加市の公費負担を抑えている。またバリアフリー対応として、中扉に車椅子用リフトを備えたステップリフトバスとなっており、車椅子での乗車も可能である。

### 朝日自動車の車両
2020年1月24日の新田ルート運行開始に伴い、朝日自動車越谷営業所では専用車両としてノンステップバスの日野・ポンチョが用意された。ラッピングはラインカラーと同じ青色となっている。